# Стелло Нардін
Стелло Нардін (італ. Stelio Nardin, 26 серпня 1939, Трієст — 11 серпня 2014, Червіньяно-дель-Фріулі) — італійський футболіст, що грав на позиції захисника, зокрема за «Наполі», а також збірну Італії.

## Клубна кар'єра
Народився 26 серпня 1939 року в Трієсті. Вихованець футбольної школи клубу «Удінезе».
У дорослому футболі дебютував 1959 року виступами за команду «Гладіатор», в якій провів один сезон, взявши участь у 34 матчах чемпіонату. 
Своєю грою за цю команду привернув увагу представників тренерського штабу клубу «Катандзаро», до складу якого приєднався 1960 року. Відіграв за команду з Катандзаро у другому італійському дивізіоні наступні п'ять сезонів своєї ігрової кар'єри.
1965 року уклав контракт з вищоліговим «Наполі», у складі якого провів наступні шість років своєї кар'єри гравця. Спочатку був основним гравцем захисту команди, з 1970 року втратив місце у її стартовому складі.
Завершував ігрову кар'єру у третьоліговій команді «Казертана», за яку виступав протягом 1971—1972 років.

## Виступи за збірні
1967 року провів свою єдину офіційну гру у складі національної збірної Італії.
Помер 11 серпня 2014 року на 75-му році життя у місті Червіньяно-дель-Фріулі.
| Дата      | Місто | Господарі | Результат | Гості      | Турнір           | Голи | Примітки |
| --------- | ----- | --------- | --------- | ---------- | ---------------- | ---- | -------- |
| 27-3-1967 | Рим   | Італія    | 1 – 1     | Португалія | товариський матч | -    |          |
| Усього    |       | Матчів    | 1         |            | Голів            | 0    |          |